# Barbarou (stacja kolejowa)
Barbarou (biał. Барбароў, ros. Барбаров) – towarowa stacja kolejowa w pobliżu miejscowości Mozyrz, w rejonie mozyrskim, w obwodzie homelskim, na Białorusi. Obsługuje rafinerię ropy naftowej w Mozyrzu.
Nazwa pochodzi od pobliskiej miejscowości Barbarów.